# VV Fortuna in het seizoen 1955/56
Het seizoen 1955/1956 was het eerste jaar in het bestaan van de Vlaardingense betaaldvoetbalclub Fortuna. De club kwam uit in de Eerste klasse C en eindigde daarin, na een gewonnen beslissingswedstrijd tegen Tubantia, op de vierde plaats, dit betekende dat de club in het nieuwe seizoen uitkwam in de Eerste divisie.

## Wedstrijdstatistieken

### Eerste klasse C
|       | DHC   | DOSKO | Helmondia '55 | Hilversum | KFC   | Oldenzaal | Oosterparkers | TOP   | Tubantia | UVS   | Volendam | Wilhelmina | Zeist | ZFC   | Zwartemeer |
| ----- | ----- | ----- | ------------- | --------- | ----- | --------- | ------------- | ----- | -------- | ----- | -------- | ---------- | ----- | ----- | ---------- |
| Thuis | 5 – 2 | 3 – 3 | 1 – 7         | 2 – 2     | 0 – 2 | 4 – 0     | 6 – 4         | 3 – 2 | 1 – 3    | 2 – 2 | 3 – 2    | 2 – 2      | 2 – 0 | 4 – 1 | 3 – 1      |
| Uit   | 0 – 3 | 3 – 1 | 2 – 2         | 0 – 3     | 2 – 1 | 3 – 2     | 2 – 2         | 1 – 2 | 1 – 1    | 4 – 0 | 1 – 1    | 1 – 2      | 3 – 2 | 1 – 2 | 4 – 4      |

### Beslissingswedstrijd om de vierde plaats
| Beslissingswedstrijd                                                                      | Tubantia               | 1 – 2 (0 – 1) | Fortuna Vlaardingen               |
| 10 juni 1956 Plaats: Amersfoort Birkhoven Toeschouwers 6.000 Scheidsrechter: Joop Martens | Theo Albers 58' (pen.) |               | 7', 82' Jan van den Berg (junior) |

## Statistieken Fortuna 1955/1956

### Eindstand Fortuna in de Nederlandse Eerste klasse C 1955 / 1956
| Stand | Gespeeld | Gewonnen | Gelijk | Verloren | Punten | Doelpunten voor | Doelpunten tegen |
| ----- | -------- | -------- | ------ | -------- | ------ | --------------- | ---------------- |
| 4e    | 30       | 13       | 9      | 8        | 35     | 69              | 61               |

### Topscorers
| #      | Naam                      | Goal |
| ------ | ------------------------- | ---- |
| 1.     | Jan van den Berg (junior) | 17   |
| 2.     | Jan van de Borden         | 16   |
| 3.     | Jan van den Berg (senior) | 9    |
| 4.     | Gerrit Swaneveld          | 8    |
| 5.     | Izak Smits                | 6    |
| 6.     | H. Groeneveld             | 3    |
| 6.     | H. Peters                 | 3    |
| 6.     | Verburgh                  | 3    |
| 9.     | Arie Verburgh             | 2    |
| 10.    | Van de Berg               | 1    |
| 10.    | Wim van Wolferen          | 1    |
| Totaal | Totaal                    | 69   |

| #      | Naam                      | Goal |
| ------ | ------------------------- | ---- |
| 1.     | Jan van den Berg (junior) | 2    |
| Totaal | Totaal                    | 2    |